# إمير بكريك
إمير بكريك (بالسيريلية الصربية: Емир Бекрић) مواليد 14 مارس 1991 في بلغراد، جمهورية صربيا الاشتراكية، هو قافز حواجز صربي متخصص في 400 متر حواجز. أفضل رقم شخصي له هو 46.49 (400 م). مثل بلاده في الأولمبياد. فاز بجائزة أفضل لاعب قوى في أوروبا سنة 2013.

## الميداليات
| الميدالية | المسابقة                                  |
| --------- | ----------------------------------------- |
| برونزية   | بطولة العالم لألعاب القوى 2013            |
| فضية      | بطولة أوروبا لألعاب القوى 2012            |
| ذهبية     | ألعاب البحر الأبيض المتوسط 2013           |
| ذهبية     | بطولة أوروبا لألعاب القوى تحت 23 سنة 2013 |
| برونزية   | بطولة أوروبا لألعاب القوى تحت 23 سنة 2011 |

## روابط خارجية
- إمير بكريك على موقع الاتحاد الدولي لألعاب القوى (الإنجليزية)
- إمير بكريك على موقع الاتحاد الأوروبي لألعاب القوى (الإنجليزية)
- إمير بكريك على موقع اللجنة الأولمبية الدولية (الإنجليزية)
- إمير بكريك على موقع أوليمبيديا (الإنجليزية)
- إمير بكريك على موقع اللجنة الأولمبية الصربية (الصربية)